# Josip Čorak
Josip Čorak (Rastoka, 14. lipnja 1943. – Zagreb, 28. studenoga 2023.) bio je hrvatski hrvač. Rodom je iz Smiljana.
Osvajač je srebrnog odličja na OI 1972. u Münchenu u hrvanju grčko-rimskim načinom u poluteškoj-kategoriji.

## Športska karijera
Tek kao osamnaestogodišnjak počeo se baviti hrvanjem u HK „Partizan“ u Gospiću. Godine 1966. osniva HK „Lika“ u kojem je djelovao kao natjecatelj, trener i voditelj struke. Proglašen je sportašem 20. stoljeća u Ličko-senjskoj županiji.

## Jugoslavenska prvenstva
Prvak Jugoslavije u poluteškoj kategoriji u hrvanju grčko-rimskim načinom: 1971., 1975. i 1976.